# Alexandre Lagarde
Pour les articles homonymes, voir Lagarde.
Pas d'image ? Cliquez ici

a Compétitions nationales et continentales officielles uniquement.

b Matchs officiels uniquement.
Dernière mise à jour le 22 mars 2019.
Alexandre Lagarde est un joueur français de rugby à XV et à sept. Formé à XV au CA Brive puis à l'USA Perpignan, où fait ses débuts en Pro D2 en 2017, année où il devient un joueur permanent de l'équipe de France de rugby à sept avec qui il dispute les World Sevens Series.

## Carrière

### Début en rugby à XV
Alexandre Lagarde commence le rugby en région parisienne, à Clichy. Il continue ensuite sa formation en Corrèze, à Brive-la-Gaillarde. En juillet 2016, il annonce qu'il quitte le club du CA Brive pour s'engager avec l'USA Perpignan qui évolue alors en deuxième division. En décembre, il dispute deux rencontres avec l'équipe professionnel, aux postes d'ailier et d'arrière, respectivement contre Montauban et Albi,. Devenu un joueur important de l'équipe espoir, il devient champion de France espoir en inscrivant un essai lors de la finale du championnat,.
En mai 2017, il s'engage avec la fédération française de rugby pour devenir un joueur permanent de l'équipe de France de rugby à sept.

### Carrière internationale en rugby à sept (2016-2019)
En 2014, il devient champion olympique de la jeunesse en rugby à sept.
En juillet 2016, il est sélectionné avec l'équipe de France de rugby à sept pour disputer le championnat européen, les Seven's Grand Prix Series avec une équipe remaniée. Il s'impose alors comme un cadre de l'équipe développement. La saison suivante, il est retenu la tournée nord-américaine des World Sevens Series et les tournois de Las Vegas et de Vancouver,.
Auteurs de bonnes performances, il s'engage à partir de la saison 2017-2018 avec l'équipe de France.

### Retour au rugby à XV (depuis 2019)
En 2019, après une saison vide avec l'équipe de France de rugby à sept avec laquelle il est encore sous contrat, il rejoint le club de Dijon en Fédérale 1.

## Palmarès
- Champion de France espoirs en 2017
- Jeux olympiques de la jeunesse 2014